# Enrico Lanata
Enrico Lanata (1887) è stato un calciatore italiano di ruolo portiere.

## Carriera
Fu dal 1908 al 1914 calciatore dell'Andrea Doria. Ottenne con il club biancoblu un terzo posto nella Prima Categoria 1908 oltre che un quarto posto nel girone principale della Prima Categoria 1910-1911.